# アイソトープス・パーク
アイソトープス・パーク（Isotopes Park）は、アメリカのニューメキシコ州アルバカーキにある野球場。コロラド・ロッキーズ傘下AAAアルバカーキ・アイソトープスの本拠地である。

## フィールドの特徴
- アルバカーキは海抜5300フィート（約1615メートル）に位置するため、ボールの飛距離が伸びやすい。
- センター部分でフェンスが丸く出っ張っている。フェンスの周りの部分は丘になっている。

## 外部リンク

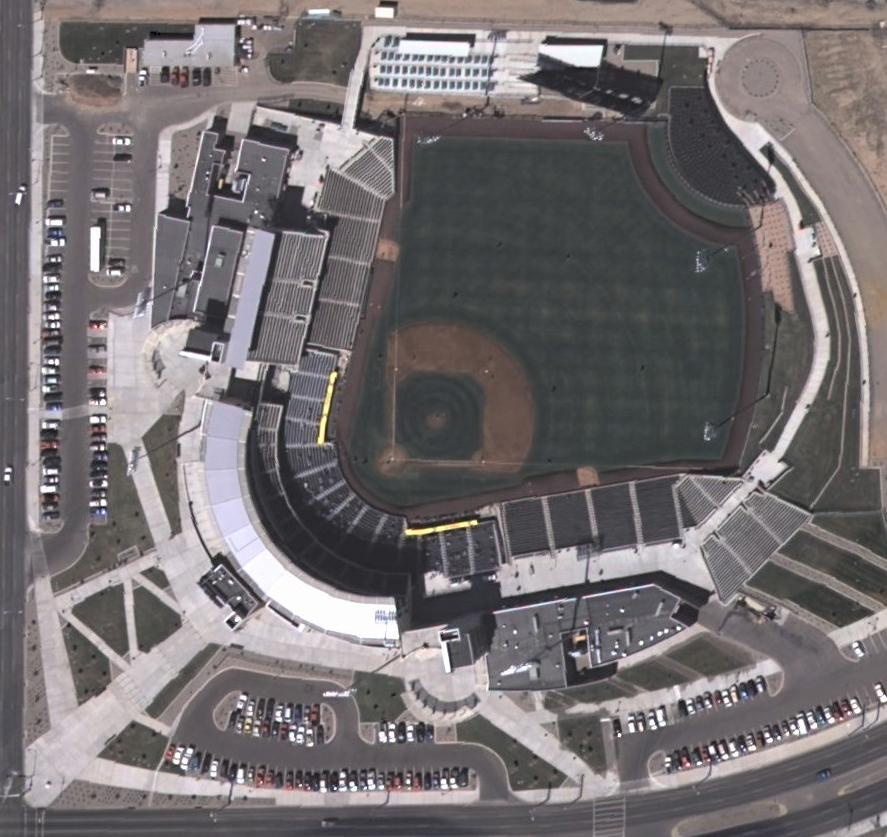
アイソトープス・パーク衛星写真